# Zaga deltae
Zaga deltae is een vliesvleugelig insect uit de familie Trichogrammatidae. De wetenschappelijke naam is voor het eerst geldig gepubliceerd in 1952 door De Santis.